# Tramwaje w Mayagüez
Tramwaje w  Mayagüez − zlikwidowany system komunikacji tramwajowej w portorykańskim mieście Mayagüez, działający w latach 1875−1927.

## Historia
Pierwszą koncesję na budowę linii tramwajowej w Mayagüez wydano 14 marca 1871. Pierwszą linię tramwaju konnego wzdłuż Calle Méndez Vigo pomiędzy Plaza Colón (Calle Peral) i zajezdnią przy Calle Comercio otwarto 27 lutego 1875. Operatorem na linii była spółka Ferrocarril Urbano de la Villa de Mayagüez (FUVM). Pierwsza linia tramwajowa mierzyła 1,47 km długości, a rozstaw szyn na niej wynosił 1450 mm. Spółka FUVM 19 czerwca 1878 otrzymała pozwolenie na zastąpienie tramwajów konnych tramwajami parowymi. 3 lutego 1886 linię tę zamknięto. 
W 1893 powstał nowy projekt linii tramwajowej, który dublował poprzednią linię na Calle Méndez Vigo. Projekt zakładał także budowę pętli ulicznej w centrum miasta oraz budowę linii do Playa do dworca kolejowego oraz budowę nowej zajezdni. 22 sierpnia 1894 podpisano umowę ze spółką Sociedad Anónima Tranvía de Mayagüez. 28 maja 1895 otwarto 1,5 km linię tramwajową od nowej zajezdni przy Calle Concordia, następnie wzdłuż Calle Méndez Vigo do Calle Peral. Rozstaw szyn na linii wynosił 610 mm. Nie wszystkie planowane linie zostały zbudowane. Wkrótce po otwarciu zbudowano uproszczoną linię wokół centrum miasta, nie zrealizowano natomiast linii do dworca kolejowego w Playa. W 1897 otwarto linię wzdłuż Calle Comercio. Oprócz wagonów letnich w eksploatacji znajdowało się także 5 wagonów zamkniętych. Sieć tramwajową, którą obsługiwały tramwaje konne zamknięto w 1912, a spółkę rozwiązano.
Nowa spółka została zarejestrowana 11 lipca 1912 pod nazwą Mayagüez Tramway Company. W 1915 producent Jackson & Sharp Co. w Wilmington dostarczył trzy tramwaje akumulatorowe. Otwarcie linii tramwajowej nastąpiło w 1915. Linię tramwaju akumulatorowego zamknięto w 1926. Spółkę rozwiązano 18 stycznia 1927. Zajezdnię tramwajową rozebrano w 1930. 